# Furnishina
Genre
Furnishina est un genre appartenant à l'ordre des conodontes primitifs des Paraconodontida et à la famille des Furnishinidae.
Le nom est un hommage au paléontologue américain William M. Furnish (1912-2007).

## Espèces
Selon EOL (28 janvier 2021), il y a quatre espèces:
- †Furnishina asymmetrica
- †Furnishina bicarinata Müller
- †Furnishina furnishi Müller
- †Furnishina primitiva